# Quantitat
La quantitat és el que resulta d'una mesura (d'una magnitud) i s'expressa amb nombres. 20 kg, 100 cm, 4 h, 20 °C, 40 km/h, són exemples de quantitats que, al seu torn, són resultat de mesurar les magnituds massa, longitud, temps, temperatura i velocitat respectivament.

## Tipologia
D'acord amb la seva substància pot ser: heterogènia o homogènia. I d'acord amb la seva forma és: contínua o discreta.
- Quantitat homogènia: una quantitat és homogènia quan posseeix objectes d'una mateixa espècie o està constitut per una sola substància. Exemple: l'aigua continguda en un recipient.
- Quantitat heterogènia: una quantitat és heterogènia quan posseeix objectes de diferents espècies o està constituïda per diverses substàncies. Exemples: Una amanida de fruites.
- Quantitat contínua: una quantitat és contínua quan les seves parts no poden ser separades. Exemples: punts inclosos en un segment lineal. L'aigua continguda en un recipient (estrictament parlant, la naturalesa atòmica de la matèria fa que sigui un exemple de quantitat discreta).
- Quantitat discreta: una quantitat és discreta quan les seves parts estan separades o disperses. Exemple: una amanida de fruita.

En els exemples s'observa que una quantitat contínua o discreta, pot ser també una quantitat homogènia o heterogènia. S'ha d'indicar que les quantitats contínues solament poden ser mesurades, mentre que les discretes, comptades. Mesurar una quantitat contínua és comparar-la amb una altra de coneguda i de la seva mateixa naturalesa, que s'anomena unitat. En canvi comptar una quantitat discreta és comptabilitzar quants objectes diferents conté.

## Unitats
La unitat en quantitats contínues, és la quantitat que serveix de comparació, i en quantitats discretes és cada un dels objectes que es compten.